# (3693) Barringer
(3693) Barringer est un astéroïde de la ceinture principale.

## Description
(3693) Barringer est un astéroïde de la ceinture principale. Il fut découvert le 15 septembre 1982 à la station Anderson Mesa par Edward L. G. Bowell. Il présente une orbite caractérisée par un demi-grand axe de 3,15 UA, une excentricité de 0,20 et une inclinaison de 14,9° par rapport à l'écliptique.

## Compléments